# CD Guarnizo
CD Guarnizo is een Spaanse voetbalclub uit Guarnizo die uitkomt in de Tercera División. De club werd in 1922 opgericht.